# Chaetostoma armatum
Chaetostoma armatum är en tvåhjärtbladig växtart som först beskrevs av Spreng., och fick sitt nu gällande namn av Célestin Alfred Cogniaux. Chaetostoma armatum ingår i släktet Chaetostoma och familjen Melastomataceae. Inga underarter finns listade i Catalogue of Life.